# Battaglia dei Campi Catalaunici
La battaglia dei Campi Catalaunici (o Catalauni, o anche Maurici), detta anche battaglia di Chalons, si svolse il 20 giugno 451 in una pianura della Gallia nei pressi di Duro Catalaunum (l'odierna Châlons-en-Champagne).
Nello scontro, le truppe del generale romano Flavio Ezio, reclutate soprattutto tra i popoli Germani e affiancate dagli alleati Visigoti di Teodorico I, prevalsero sugli Unni di Attila.

## Antefatti
Intorno all'anno 450 il controllo dei Romani sulla Gallia era divenuto quasi nominale, e numerose popolazioni germaniche avevano preso il controllo di intere regioni col consenso più o meno esplicito dell'autorità imperiale, che li aveva promossi al rango di foederati. La Gallia del nord, tra il Reno e la Marna, era sotto il controllo dei Franchi, in Aquitania si erano stabiliti i Visigoti, mentre i Burgundi occupavano la regione vicina alle Alpi.
Numerose furono le motivazioni che spinsero Attila a condurre gli Unni e i loro alleati nella spedizione in Gallia nel 451.
Lo storico Giordane riferisce che Attila fu spinto dal re dei Vandali Genserico a muovere guerra ai Visigoti, per via di una profonda rivalità esistente fra i due popoli. Nel contempo Genserico intendeva creare inimicizia fra i Visigoti e l'Impero romano (Getica 36.184-6).

### Chiamata di Attila da parte di Onoria
Un'altra motivazione fu data dal desiderio, frustrato, di Attila di fidanzarsi con Onoria, sorella dell'imperatore Valentiniano III. Onoria, insofferente dell'oppressivo ambiente di corte in cui era stata confinata, scrisse una missiva al re degli Unni invitandolo a liberarla da quella situazione. Attila la interpretò come un invito a chiederla in sposa e trovò politicamente interessante la proposta, che gli avrebbe permesso di inserirsi nell'asse ereditario dell'Impero romano d'Occidente; ma per gli stessi motivi la sua successiva richiesta di matrimonio fu respinta da Valentiniano. E Attila prese questo rifiuto come pretesto per l'invasione della Gallia.

### Ascesa al trono d'Oriente di Marciano
Ulteriore motivo, infine, fu l'ascesa al trono dell'Impero romano d'Oriente da parte di Marciano. Imperatore più deciso dei suoi predecessori a contrastare il potere unno nei Balcani, rifiutò il pagamento di qualsiasi tributo ad Attila, il quale pertanto decise di condurre il suo esercito, che aveva bisogno di fare bottino per mantenere la propria coesione, in una spedizione contro la Gallia, ritenendola un facile obiettivo.
Attila attraversò il Reno con il suo esercito nella primavera del 451, saccheggiando Divodurum (Metz) il Sabato Santo di quell'anno (7 aprile). Il proseguimento della campagna può essere dedotto dalle Vitae dei Santi vescovi delle città attaccate: Nicasio di Reims fu ucciso davanti all'altare della sua chiesa a Reims; Aravazio fu ricordato quale salvatore della città di Tongeren grazie alle sue preghiere, e Genoveffa coordinò la difesa di Parigi. L'esercito di Attila raggiunse infine Aurelianum (l'odierna Orléans) in giugno.
Secondo Giordane, il re alano Sangibano aveva promesso di tradire gli alleati Romani e Visigoti e di aprire ad Attila le porte della città (Getica 36.194 e segg.). In realtà questo non fu possibile in quanto gli abitanti chiusero le porte della città all'arrivo degli Unni, i quali dovettero apprestarsi all'assedio (Vita Sancti Aniani, riportata da Gregorio di Tours, Historia Francorum 2.7).

### Rafforzamento dei Romani

Mappa del tragitto seguito dalle forze di Attila durante l'invasione della Gallia, con le città saccheggiate o minacciate dagli Unni e dai loro alleati.

Nel frattempo, informato dell'invasione, il magister militum Flavio Ezio si era affrettato a rafforzare il suo esercito.
Secondo Sidonio Apollinare, Ezio era al comando di poche e sparse truppe ausiliarie, e non aveva ai suoi ordini nessun soldato regolare (Carmina 7.329 e segg.). Pertanto cercò subito di convincere il re dei Visigoti, Teodorico I, ad unirsi a lui, senza peraltro ottenere troppo successo, in quanto quest'ultimo sapeva che le truppe di Ezio erano veramente esigue, e riteneva che fosse più saggio attendere nelle proprie terre l'eventuale arrivo di Attila.
Ezio allora chiese aiuto al magister militum locale, Avito, destinato a diventare imperatore negli anni successivi. Avito riuscì a convincere a unirsi a Ezio non soltanto Teodorico, ma anche un buon numero di altri popoli Germani presenti in Gallia (Carmina 7,333-356).
Quest'esercito, composto quindi da popolazioni diverse, si diresse alla volta della città assediata di Aurelianum, dove giunse presumibilmente il 14 giugno.
Secondo l'autore della Vita sancti Aniani, un'opera dedicata ad Aniano di Orléans, vescovo della città all'epoca, l'esercito di Ezio raggiunse Aurelianum, presidiata dal re degli Alani, Sangibano, appena in tempo per salvarla dalla distruzione, quando già gli Unni avevano aperto una breccia nelle mura ed avevano introdotto un primo contingente all'interno della città.
La comparsa all'orizzonte della nube di polvere sollevata dalle truppe in avvicinamento convinse Attila della necessità di interrompere la conquista della città e di iniziare una precipitosa ritirata verso nord-est, per evitare il rischio di passare da assediante ad assediato, e nella speranza di trovare un terreno più favorevole allo scontro.
Teodorico ed Ezio non si accontentarono di aver liberato Aurelianum, ma procedettero all'inseguimento degli Unni in ritirata.
I due eserciti si scontrarono ai Campi Catalaunici il 20 giugno del 451.

## Svolgimento

Svolgimento della battaglia

La localizzazione precisa dei Campi Catalaunici non è nota con certezza assoluta. Lo storico Thomas Hodgkin li colloca nei pressi del villaggio di Méry-sur-Seine, ma l'opinione comune li colloca nei pressi di Châlons-en-Champagne.
Lo storico goto Giordane, vissuto cent'anni dopo l'effettivo svolgimento degli eventi alla corte di Bisanzio, colloca la battaglia nella regione della Maurica, un vasto territorio che va dal fiume Mosella ad Est al fiume Senna ad Ovest.
Una proposta originale per collocare l'esatto luogo dello scontro, l'ultima grande vittoria dell'Impero Romano d'Occidente, fu fatta da un autore italiano nella seconda metà degli anni ottanta. In base ad una ricostruzione toponomastica, fra le odierne città di Suippes, Cuperly, e La Cheppe - esattamente al centro dell'antica regione della Maurica -, esiste un pianoro, noto col nome di "Ahan Des Diables". Nel protofrancese, il termine "Ahan" significa "Camposanto", quindi una zona dove vennero sepolti uomini identificabili a mo' di demoni. Inoltre, tale pianoro si colloca pressappoco a metà fra l'incrocio della Strada Nazionale 394 (che va da Reims a Bar-Le-Duc) con la Strada Statale 77 (che va da Châlons-en-Champagne a Suippes), poco a Nord di un'antica ed importante strada romana, che portava al confine sul fiume Reno, che costituiva la linea di demarcazione naturale tra il territorio unno e quello romano. La piana ove si scontrarono gli eserciti sarebbe quindi quella attorno alla cittadina di Vadenay, compresa tra la città di Reims a nordovest, Chalons en Champagne a sud e Valmy (sede di un'altra importante battaglia del 1792) a nordest. In tale area sorgono due modeste alture, il colle di Fenoy che gli Unni tentarono inutilmente di conquistare, ove erano accampati Flavio Ezio e i Visigoti, e il colle di Piémont ove Attila aveva posto il suo campo. Va anche precisato che, nel 1842 non lontano da questa zona, e precisamente sulla riva meridionale del fiume Aube, presso Pouan-les-Vallées vennero scoperte delle ricche sepolture attribuite a nobili germanici vissuti nel V secolo d.C., quindi pienamente compatibili con la data della battaglia in questione.
La notte prima della battaglia, un contingente di Franchi alleati dei Romani si scontrò con una banda di Gepidi fedeli ad Attila. Lo scontro fu particolarmente duro, se si considera che Giordane (Getica 41.217) riferisce di 15000 caduti da entrambe le parti.
Seguendo le usanze unne, Attila chiese ai suoi indovini di esaminare le interiora di una vittima sacrificale durante la notte precedente alla battaglia. Questi predissero che il disastro incombeva sugli Unni, ma che d'altro canto uno dei capi dei loro nemici sarebbe caduto nella battaglia. Interpretando questo vaticinio come un auspicio della morte di Ezio, Attila decise di affrontare il rischio di una sconfitta pur di vedere morto il suo nemico, e diede l'ordine di disporsi alla battaglia, ma decise di ritardarne l'inizio fino al pomeriggio (nona ora) in modo che il tramonto imminente limitasse i danni in caso di sconfitta (Getica 37.196).
Giordane afferma che i Romani occupavano il lato sinistro dello schieramento, i Visigoti il destro, mentre gli Alani di Sangibano, sulla cui fedeltà si nutrivano dei dubbi, occupavano la parte centrale, dove potevano probabilmente essere tenuti meglio sotto controllo.
Sempre secondo Giordane, nella piana catalauna si levava una collina dai versanti piuttosto ripidi. Questo rilievo geografico dominava il campo di battaglia ed era strategicamente importante da controllare, per cui divenne il centro dei combattimenti. Mentre gli Unni tentavano di salire dal lato destro della collina, i Romani cercavano di fare lo stesso dal lato sinistro, senza che nessuno riuscisse però inizialmente ad occuparne la sommità. Quando gli Unni riuscirono a guadagnare la sommità del rilievo, trovarono che i Romani l'avevano occupata prima di loro, e ne furono respinti. I guerrieri unni ripiegarono disordinatamente, portando lo scompiglio all'interno delle loro file e causando il collasso dell'intero schieramento unno (Getica 38).

### Morte di Teodorico, re dei Visigoti
Attila cercò di riorganizzare le sue truppe per mantenere la posizione. Nel frattempo fu ucciso Teodorico I, re dei Visigoti, mentre guidava i suoi uomini all'assalto dei nemici in rotta. Giordane riferisce che Teodorico fu sbalzato da cavallo e quindi travolto dai suoi stessi uomini in avanzata, senza che questi si rendessero conto dell'accaduto; ma riporta anche una diversa versione, secondo cui Teodorico fu ucciso dall'ostrogoto Andag. Dal momento che Giordane prestò servizio presso il figlio di Andag, Gunthigis, probabilmente era ben informato di questa seconda versione, indipendentemente dalla sua veridicità (Getica 40.209).
I Visigoti, proseguendo nella loro carica, arrivarono a minacciare dappresso l'incolumità dello stesso Attila, costretto a cercare rifugio nel suo campo, che aveva provveduto a fortificare disponendo opportunamente i suoi carri. La carica dei Romano-Goti era ormai sul punto di travolgere le difese del campo di Attila, quando sopravvenne il tramonto. Torismundo, figlio del re Teodorico, rientrando nelle proprie linee, entrò per sbaglio nell'accampamento di Attila, dove rimase ferito prima che i suoi uomini potessero metterlo in salvo. Lo stesso Ezio perse il contatto con i suoi uomini a causa dell'oscurità, e, temendo fossero stati sbaragliati, trascorse il resto della notte con gli alleati Goti (Getica 40.209-212).

### Assedio romano e visigoto al campo di Attila
Il giorno seguente, non mostrando gli Unni alcuna intenzione di avventurarsi fuori dal loro campo, i Romani ed i loro alleati cominciarono a tempestare di frecce l'accampamento di Attila e vi posero l'assedio, contando sul fatto che gli Unni potessero essere a corto di vettovagliamenti. Attila, assediato ed anche a corto di frecce, cominciò a temere seriamente la disfatta, tant'è che fece erigere al centro del suo campo una catasta costituita dalle selle dei cavalli dei suoi guerrieri, da utilizzare eventualmente come pira funeraria per se stesso, per non cadere vivo nelle mani dei suoi nemici (Getica 40.213).
Mentre Attila era intrappolato nel suo campo, i Visigoti si posero alla ricerca del loro re Teodorico. Quando, dopo una lunga ricerca, trovarono il corpo del re sotto una montagna di cadaveri, suo figlio Torismundo si accinse ad assaltare il campo unno, ma ne fu dissuaso da Flavio Ezio. Secondo Giordane, Ezio temeva che, se gli Unni fossero stati annientati, i Visigoti avrebbero potuto rompere l'alleanza con l'Impero e diventare per Roma una minaccia ancora più grave. Così Ezio convinse Torismundo a rientrare rapidamente a Tolosa per far valere i suoi diritti di successione al trono prima che lo facessero i suoi fratelli. Diversamente, sarebbe potuta divampare una guerra civile all'interno del popolo visigoto. Torismundo si lasciò convincere da Ezio, rientrò rapidamente a Tolosa e divenne re senza che nessuno opponesse resistenza. Gregorio di Tours (Historia Francorum 2.7) riferisce che Ezio usò l'identico stratagemma per allontanare anche gli alleati Franchi, rimanendo praticamente padrone del campo di battaglia.

### Allontanamento dei Visigoti e ritirata degli Unni

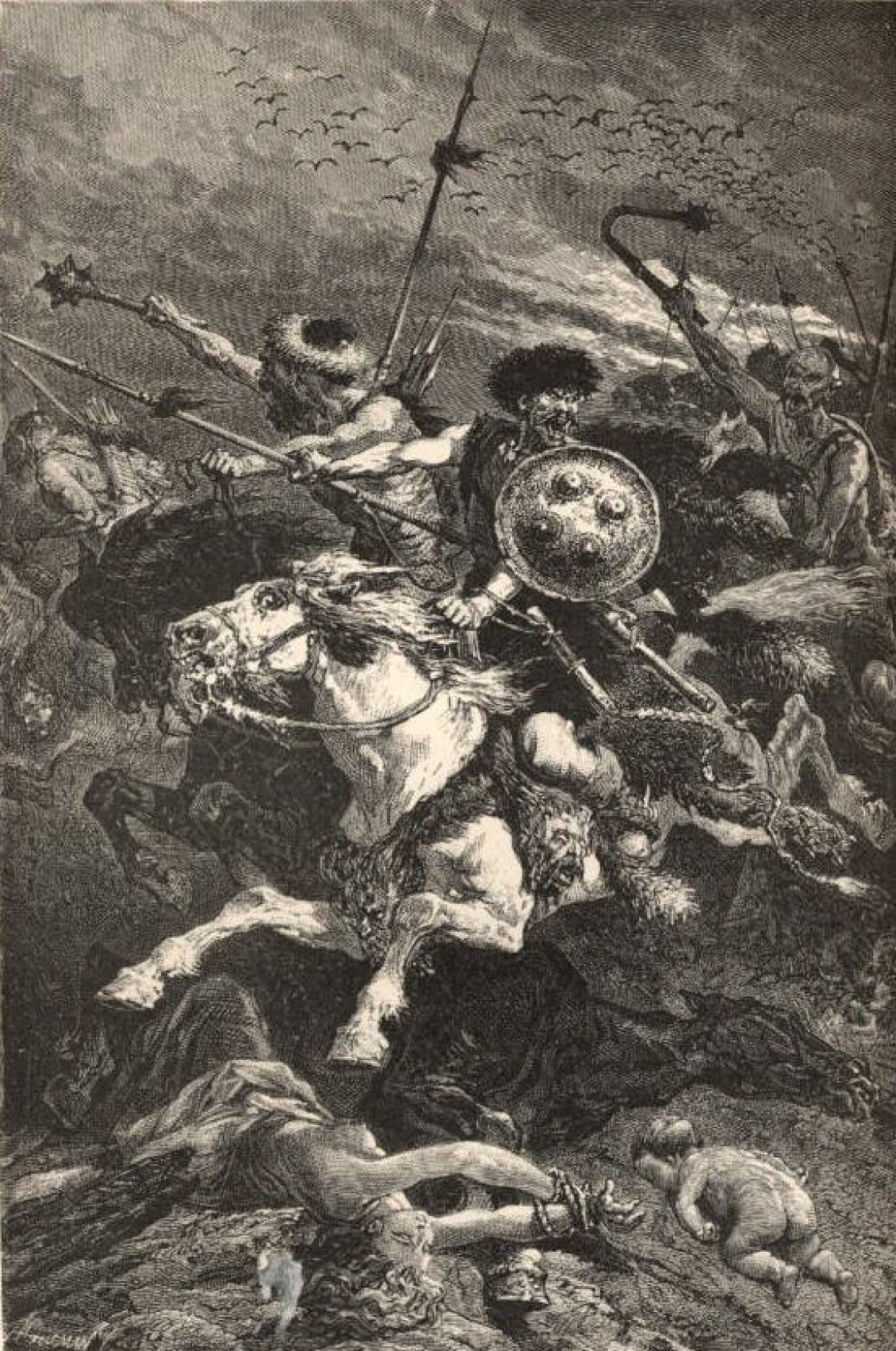
Gli Unni nella battaglia dei Campi Catalaunici

Assistendo alla partenza dei Visigoti, Attila sospettò che si trattasse di una finta ritirata con lo scopo di attirarlo fuori dal campo ed annientare i resti del suo esercito. Rimase quindi al riparo nel suo accampamento per qualche tempo, finché si convinse di poter rischiare di lasciare il campo e si rimise in marcia verso il Reno (Getica 41.214-217). La ritirata fu tranquilla. Egli passò per Troyes, senza saccheggiarla, e portò con sé il vescovo della città Lupo come ostaggio, liberandolo poi quando arrivò al Reno.
Lo storico goto Giordane narra che "... i reduci devono calmare la sete bevendo acqua mista a sangue ed ancora oggi (circa 600 d.C.) durante la notte, gli spiriti dei guerrieri, caduti in battaglia, si affrontano a vicenda...."

## Conseguenze
La vittoria romana ottenuta ai Campi Catalaunici non fu decisiva: Flavio Ezio non volle sfruttarla appieno, rinunciando a inseguire le forze unne in ritirata, nel timore che il loro annientamento avrebbe accresciuto troppo la forza degli alleati più potenti dei Romani, i Visigoti. Frustrato nei suoi piani di saccheggio in Gallia, l'anno successivo Attila rivolse il suo esercito contro l'Italia.